# Cosmo Consult
Cosmo Consult (Eigenschreibweise: COSMO CONSULT) ist ein weltweiter Anbieter von IT-Lösungen und Dienstleistungen für die Digitalisierung von Unternehmen. Die Unternehmensgruppe mit Hauptsitz in Berlin realisiert IT-Projekte insbesondere für mittelständische Unternehmen aus dem Maschinen- und Anlagenbau, der Chemie- und Kunststoffindustrie, der Bauwirtschaft, dem Handel und dem Dienstleistungssektor. Nationale und internationale Projekte werden von 43 eigenen Standorten in Europa und Lateinamerika sowie im Verbund mit einem weltweiten Partnernetzwerk umgesetzt.

## Geschichte
Cosmo Consult wurde 1996 in Münster als sogenanntes Navision-Solution-Center gegründet. Nach starkem Wachstum und Eröffnung weiterer Standorte in Berlin und Dresden wurde Cosmo Consult 2003 von Microsoft mit dem „Navision Excellence“-Partner-Preis ausgezeichnet.
2004 erwarb die US-amerikanische Tectura-Unternehmensgruppe die Mehrheit an den Cosmo Consult-Gesellschaften, die fortan unter der Marke Tectura firmierten. Im Zuge eines Management-Buy-outs wurde 2011 der Berliner Standort erneut als Cosmo Consult AG aus der Tectura-Gruppe ausgegliedert. Die folgende Expansion führte dazu, dass Cosmo Consult 2014 die europäischen Tectura-Gesellschaften aufkaufte und in die Cosmo Consult-Gruppe integrierte.
2015 wuchs die Cosmo Consult AG durch mehrere Übernahmen wie z. B. der spanischen Iniker S.A. Dabei wurde vor allem das Spektrum im Industrie-4.0-Bereich erweitert. 2016 wurde die Firma vom Center for Enterprise Research (CER) der Universität Potsdam als „Microsoft-Systemhaus des Jahres“ ausgezeichnet.
Durch weitere Akquisitionen baute Cosmo Consult das Portfolio im Bereich der künstlichen Intelligenz sowie seine Präsenz in Zentral- und Osteuropa aus sowie Asien. Aufgrund der Zukäufe und der organischen Unternehmensentwicklung zählt Cosmo Consult gemäß Lünendonk-Liste zu den derzeit wachstumsstärksten mittelständischen IT-Dienstleistern in Deutschland (Stand 2019).

## Produkte
Der Schwerpunkt des Produkt-Portfolios liegt auf Microsoft-basierten Unternehmenslösungen für die Bereiche Datenanalyse, Enterprise-Resource-Planning, Customer-Relationship-Management, Internet of Things, Machine Learning, Data Science, Prozessoptimierung auf Basis mathematischer Modelle sowie Office- und Portallösungen.